# پوست‌کاغذی
پوست‌کاغذی (نام علمی: Melaleuca) سرده‌ای از خانواده مورت می باشد.